# Emberbagócs
Az emberbagócs (Dermatobia hominis) a rovarok (Insecta) osztályába a kétszárnyúak (Diptera) rendjébe és a bagócslegyek (Oestridae) családjába tartozó faj.

## Előfordulása
Közép- és Dél-Amerikában honos. Trópusi őserdők szélén és a dombos területeken 160–3000 méter tengerszint feletti magasságokban él.

## Megjelenése
A kifejlett légy 1,5 centiméter hosszú, széles, kékesszürke, erős szárnyakkal rendelkezik. A madarak, baromfiak és a szarvasmarhák fontos élősködője, de akár az embert is megtámadja.

## Szaporodása
A nőstény elkap egy nappali kirajzású ízeltlábút, pl. szúnyogot, atkát, kullancsot, és petéit annak hasára rakja, mely mint egy hordár cipeli azokat. Rászállva egy meleg vérű állatra vagy emberre, annak átadja azokat. A peték azonnal kikelnek a bőrön, majd a lárvák behatolnak a bőrbe, ahol tovább fejlődnek (4 stádium) és furunculus-szerű elváltozást okoznak. A „kelés” közepén található nyíláson át lélegzik a lárva és bűzös váladékot bocsát ki. 
Általában a ruha által nem fedett területen, pl. a karon és leggyakrabban a fejen történik, de a lárva a ruhán át is képes behatolni.